# Аспиасу, Хосе де
Хосе де Аспиасу (исп. José de Azpiazu; 26 мая 1912 — 28 декабря 1986) — испанский гитарист, музыкальный педагог и композитор баскского происхождения.
Начал учиться игре на гитаре в 13-летнем возрасте под руководством своего дяди. В юности в не меньшей степени посвящал себя живописи, был также активным участником движения за баскское культурное возрождение. Лишь в 24 года начал активную концертную карьеру, в дальнейшем много гастролировал по Европе. В 1950 г. по рекомендации Андреса Сеговии получил место профессора гитары в Женевской консерватории, преподавал также в Лозанне. В 1964 г. отказался от педагогической деятельности, сосредоточившись на работе над оригинальными композициями для гитары и многочисленными обработками и аранжировками — в диапазоне от Антонио Вивальди и Георга Фридриха Генделя до Витольда Лютославского (в общей сложности более 400 произведений). Автор обзорного труда «Гитара и гитаристы» (исп. La Guitare et les Guitaristes; Базель, 1959).